# Charles Claude de Ruis-Embito
Charles Claude de Ruis-Embito (né le 3 septembre 1705 à Lorient et décédé le 29 mai 1776 à Brest), sieur de La Chesnardière, est un membre de l'administration de la Marine royale française. Il a été commis auprès du secrétaire de la Marine Joseph Fleuriau d'Armenonville en 1720, commissaire à Rochefort en 1732, intendant de la Marine à Rochefort de 1757 à 1770 et à Brest de 1771 à 1776. Il est également devenu membre de l'Académie de Marine à sa création en 1752, membre honoraire de l'Académie royale de Marine en 1769 et conseiller d'État en 1775. Il a été fait chevalier profès des ordres royaux militaires et hospitaliers de Notre-Dame-du-Mont-Carmel et de Saint-Lazare de Jérusalem.
Il a notamment participé à la gestion de l'épidémie de typhus en décembre 1757, qui a évité l'extension de la maladie à la ville de Rochefort et a toujours soutenu le personnel du port.

## Biographie

### Origines, jeunesse et vie privée
Fils de Charles de Ruis-Embito de la Chesnardière, lieutenant de vaisseau, et d'Anne Marie de Barilli, Charles Claude de Ruis-Embito est né le 3 septembre 1705 à Port-Louis (Morbihan). Il est issu d'un noble espagnol Andrés Ruiz, de la ville de Medina del Campo, installé à Nantes, en Bretagne, au XVe siècle.
Comme lui ses deux frères incorporeront la Marine  royale :
- Antoine Claude Léon de Ruis-Embito de Mondion (1711 ? -1779). Écrivain de la Marine en 1731, il sera commissaire de l'escadre d'Aché aux Indes et finira commissaire général.
-Jacques, chevalier de Ruis (1718-1765). Garde de la Marine royale en 1734. Il commandera l'Illustre dans l'escadre d'Aché. Chevalier de l'ordre de Saint-Louis en 1752. Capitaine de vaisseau en 1757.
Charles Claude de Ruis-Embito épouse Marie-Angélique Guibert, dont il a deux filles : Marie Angélique Antoinette qui se marie le 27 novembre 1759 avec Marie Augustin de Langlais, officier de Dragons au Régiment d'Aubigné, puis capitaine de cavalerie au régiment royal de Pologne (sans postérité) et Suzanne Louise Perette.
Charles Claude Ruis-Embito épouse en secondes noces, le 13 septembre 1759 à Dompierre-sur-Mer (17), Henriette Esther Bonfils, issue d'une famille d'origine protestante. Ils n'ont pas eu d'enfant.

### La Marine
Au cours de sa carrière, Ruis-Embito a été sous l'autorité de 14 ministres de la Marine, spécialement Berryer, Choiseul, Terray, Boynes, Turgot et Sartine.
Charles Claude de Ruis-Embito, est d'abord commis à la Cour le 1er janvier 1720, il a 14 ans.

#### Rochefort

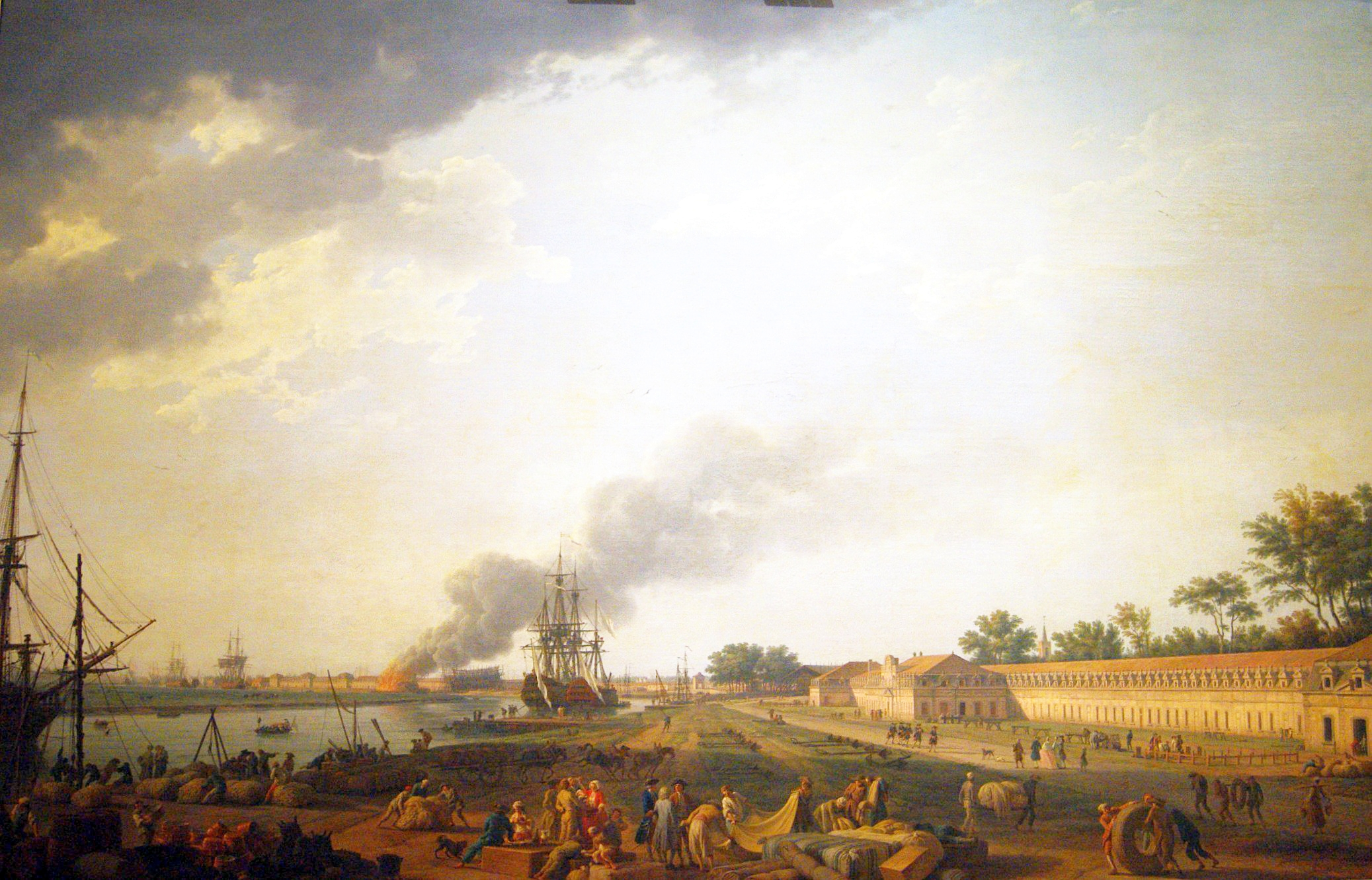
Vue du port de Rochefort, prise du magasin des Colonies, Joseph Vernet, 1762 - Musée national de la Marine

Il est nommé le 1er janvier 1732 petit commissaire dans l'administration navale du port de Rochefort. Fonction destinée aux jeunes gens que distinguent leur origine ou leurs services qui leur évite les fonctions subalternes de début de carrière. Chargé du service de radoub et de la construction, il prospecte les forêts à la recherche de bois. Il crée le "tarif de Rochefort", fait des mémoires. Ayant donné satisfaction, il lui est accordé la "haute paie" en 1734. Son exigence entraîne une protestation des fournisseurs de bois qui obtiennent sa mutation aux grandes forges, à la sculpture, à la peinture et à la menuiserie. Plus tard on lui confie le service des armements et des classes. En 1749, Ruis-Embito est nommé à un poste important, celui de contrôleur de Marine. Il est chargé de contrôler le port et la défense des intérêts du Roi, il participe à toutes les opérations de l'arsenal et appose sa signature sur tous les actes. Il établit l'"État des dettes" du port et la tenue du registre des fonds ; il assure dans le même temps, de 1747 à 1749, l'intérim d'A. Lefèvre de Givry, l'intendant de Rochefort.
En 1751, toujours contrôleur du port, Ruis-Embito s'occupe de la visite des magasins du munitionnaire et de la liquidation des prises de guerre. Il dit lui-même être à l'origine du bureau général des ouvriers dont il propose la création en 1752 à Sébastien François Ange Lenormant de Mési, alors intendant de Rochefort, et dont il compose des règles de fonctionnement. Après le départ de Lenormant de Mési nommé intendant des armées navales, Ruis-Embito, pendant près de trois ans (1er octobre 1754 au 20 juin 1757), dirige l'arsenal en qualité de commissaire général ordonnateur avant d’être promu intendant du port de Rochefort.

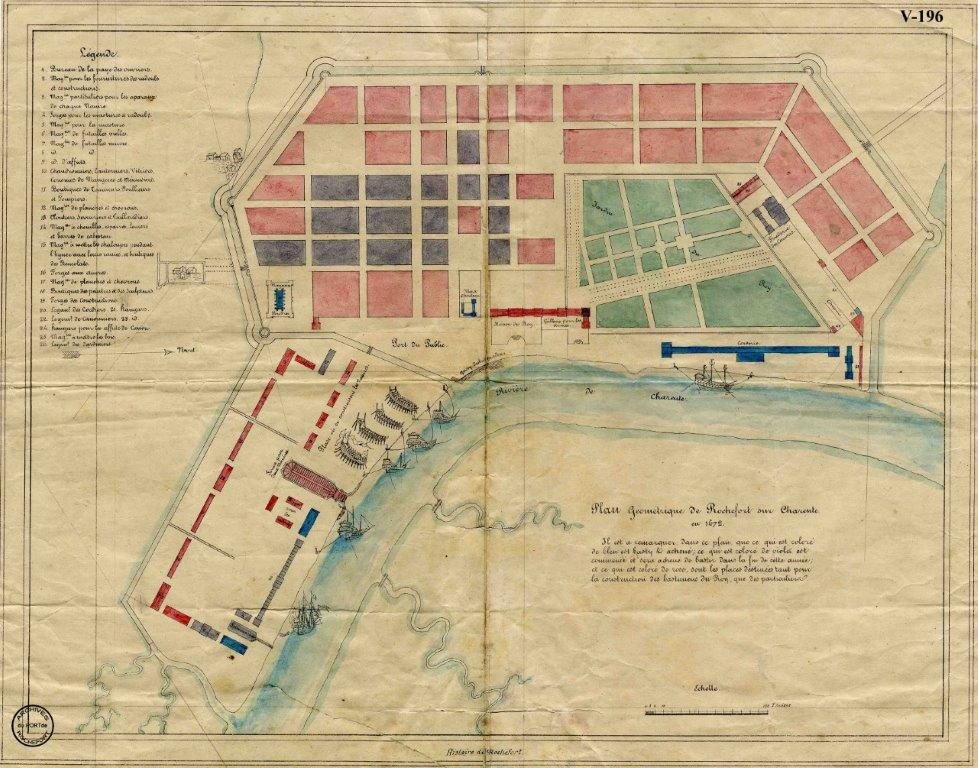
Plan du port de Rochefort en 1672, Service historique de la Défense Rochefort, SHDMR 4K196.

Les armes sont fournies par la Manufacture royale d'armes de Saint-Étienne dirigée par Jean-Joseph Carrier de Montieu, elles descendent par des gabares le long de la Loire pour être stockées à Nantes dans un entrepôt, puis acheminées par la mer ou par des charrettes. Globalement la qualité des armes françaises est remise en cause, ce sera en 1765 la réforme faite par le général de Gribeauval qui déclenchera le "Procès des Invalides" et verra Carrier de Montieu emprisonné.
L'intendant a également la responsabilité des institutions scientifiques : l'École d'anatomie et de chirurgie de la Marine, le Jardin botanique, et les hôpitaux. Le 5 septembre 1755, trois vaisseaux viennent mouiller à l’Île d’Aix. À bord, de nombreux malades ; comme l’hôpital de Rochefort, encore une fois, est plein, Ruis les fait débarquer à l’Île d'Aix où il venait de louer des maisons particulières pour servir de dispensaire à 300 malades. En 1756, c'est sur l'Île de Ré qu'il fait une extension du dispensaire de Rochefort, trop souvent plein. Pour cela il sollicite les religieux de l'hospice de l'île. Pendant la guerre de Sept Ans (1756-1763), les Anglais ayant détruit l'hôpital de l'île d'Aix, c'est sur l'île d'Oléron que Ruis-Embito, en décembre 1757, envoie 500 malades dans un ancien hôpital réaménagé. Il réorganise les structures sanitaires dans la ville de Rochefort pour pouvoir accueillir environ 1 300 malades. Toutes ces précautions réduiront notablement l'extension des épidémies vers la ville lors de l'arrivée d'un partie de l'escadre de Dubois de La Motte. Ruis-Embito signale 500 morts en 3 mois (décembre 1757-février 1758) dont seulement 20 parmi la population civile de Rochefort.

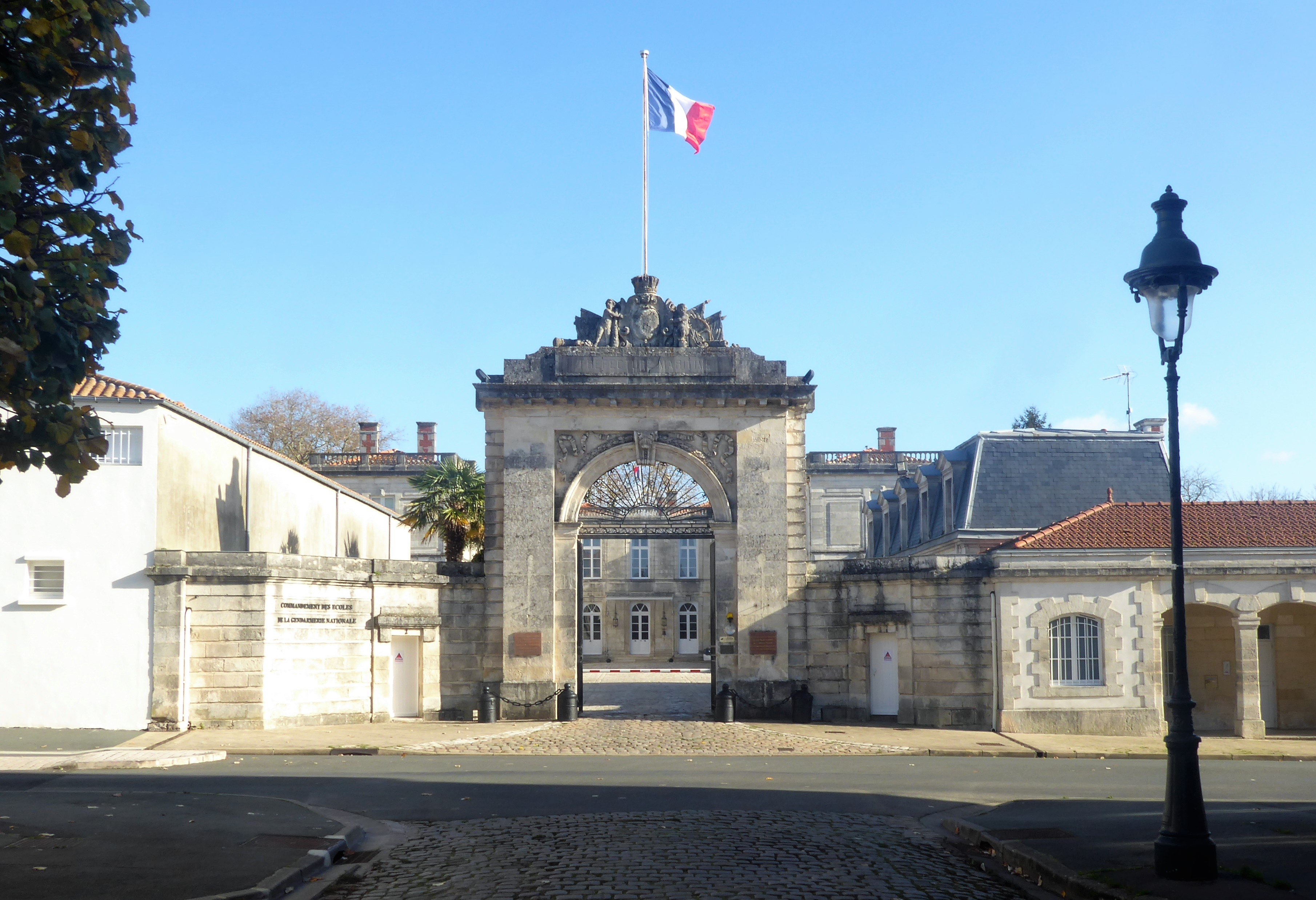
La résidence des intendants de 1757 à 1770

En septembre 1757, le port de Rochefort subi l'attaque d'une flotte anglaise commandée par John Mordaunt, son indécision va sauver le port mal préparé à un débarquement. L'administration de Ruis-Embito est entrecoupée de plusieurs séjours à la Cour : de janvier à mai 1759, où le secrétaire d'État de la Marine Nicolas Berryer s'efforce de réprimer les abus qu'il croit discerner dans les services. En 1761, au décès du commissaire général ordonnateur des ports de Bordeaux et Bayonne, le roi "ordonne au sieur de Ruis-Embito d'étendre ses fonctions dans tous les ports et quartiers des classes dépendants du département de Bayonne et Bordeaux…". D'août à décembre 1762 et surtout de mars 1763 à mai 1764, Berryer le convoque ainsi que Gilles Hocquart, afin qu’ils lui exposent les projets de dépenses pour l’année qu’ils ont établis pour leurs ports respectifs (Rochefort et Brest). Le 18 février 1763, Ruis-Embito est reçu chevalier de l'ordre de Saint-Lazare. Mais avec l'approche de l'été il est atteint à nouveau d'une fièvre qui le mène à l'approche de la mort, Jean-Joseph Choquet est envoyé de Brest en mai 1762 pour le remplacer. Dans le cadre du Mémoire présenté au Roi par la ville de Rochefort, Choquet écrit une lettre au duc de Choiseul, le 5 novembre 1763, pour savoir s'il sera enfin accordé "aux Habitants du port de Rochefort la liberté d'y faire des armements pour les Colonies"... "Journellement les Bâtiments du Commerce appartenans aux Négociants de la Rochelle, viennent dans la Rivière de Charente... Ces mouvements de la Marine Commerçante peuvent se très bien allier, & ne point troubler ceux de la Marine Royale, etc." La demande du droit à l'établissement d'un entrepôt à la Cabanne-quarés est soutenue par les officiers de la Marine royale et aura bien lieu. La copie de la lettre est signée par Ruis-Embito. La complexité de la gestion d'un port ressort dans les Mémoires de Malouet sur son séjour (1764-1767) à Rochefort et l'accord qu'il a dû prendre avec Ruis-Embito "homme d'esprit, très original" pour faire son travail d'inspection.
En 1766 Ruis-Embito, sur décision de Praslin, crée le bagne de Rochefort, formé en grande partie d'anciens forçats brestois. C'est le hangar aux futailles qui sera affecté à l'établissement de 528 forçats, après des travaux assez considérables. Les galères ne sont plus retenues pour les interner.
Chaque année, supportant mal les premières chaleurs de l'été sur un sol marécageux qui font de grands ravages à Rochefort, il finit par demander sa mutation. Le 26 avril 1771, François d'Aubenton lui succèdera.

#### Brest

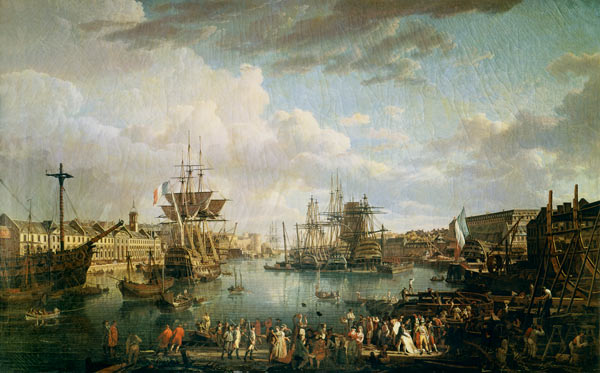
Vue du port de Brest - J-Fr Hue
Musée national de la Marine

Le 1er décembre 1770, Ruis-Embito est nommé intendant du port de Brest. Le ministre de la Marine est alors de Boynes, qui sera contesté et remplacé par Sartine le 24 aout 1774 à l'avènement de Louis XVI. Sur place Ruis-Embito remplace Jean Étienne Bernard Clugny de Nuits , dont la fin du séjour a été perturbée par la pendaison d'un espion anglais et les manifestations de jeunes officiers protestataires qu'il avait dû interner. Ruis-Embito prend ses fonctions le 10 février 1771, sans que l'ambiance contestataire ne soit changée. Charles Henri d'Estaing, nommé inspecteur et commandant de la marine à Brest, fonctions qu’il cumule avec celle de gouverneur, prescrit par un ordre de service au personnel du port de "respecter, comme lui-même, cet homme du Roi". À cette époque, son frère "de Mondion" est nommé ordonnateur à Brest. En mai 1775 Ruis-Embito doit préparer l'escadre d'évolution, commandée par Guichen, et un canot particulier pour le Duc de Chartres qui accompagne l'escadre. Sous la pression de tiers, malgré les ordres de Sartine, il prépare un canot équipé de tendelet, le mettant en valeur. Il contrarie Sartine et sans doute le Roi, ce qui lui vaudra une lettre de réprimande.
Le 1er juillet 1775, Ruis-Embito devient conseiller d'État, tout en continuant sa mission à Brest.

### Décès
La veille de la déclaration d'indépendance des États-Unis, le 29 mai 1776, Ruis-Embito décède encore en activité à Brest. Simon-Nicolas-Henri Linguet , dans son Journal de Politique et littéraire du 15 juin 1776, fait le récit de ses funérailles dans l'église Saint-Louis : « Dans la matinée, les cloches portées par les enfants de l'hôpital ont annoncé sa mort dans la ville, suivis d'un archer de marine, criant à chaque carrefour : « Priez Dieu pour l'âme de haut et puissant seigneur, etc., mort ce jour, à 5 heures 1/2 du matin. Requiescat in pace. » Son corps a été exposé pendant vingt-quatre heures, dans la chapelle de l'Intendance, disposée à cet effet avec le plus grand appareil. Le premier jour, il était en bonnet de nuit, et son corps découvert avec la croix et le cordon de Saint-Lazare sur l'estomac. Deux archers ont fait faction, reposés sur leurs armes. Les prêtres s'y sont relevés successivement, deux à deux. « Des invitations imprimées en placards in-f°, avec des ornements extérieurs, ont été adressées aux différents corps militaires pour assister au convoi. Le 30, à dix heures, 300 hommes de troupes de la marine, en six piquets, ont marché. Le convoi a défilé dans l'ordre ci-après : 48 cloches, portées par des enfants de l'hôpital ; 36 pleureuses de l'hôpital, ayant un cierge à la main ; les PP. Capucins, au nombre de huit, avec leur croix ; le clergé ; le prévôt et le procureur du Roi de l'amirauté à la droite ; l'exempt et le greffier à la gauche. Six archers armés, leurs fusils renversés, avec leurs bandoulières, étaient à droite et à gauche du corps, porté par huit sergents, et le poêle tenu par MM. de Lambour, Haulot, Testanière et de Villebois, commissaires de la marine, M. le comte d'Orvilliers, ayant M. de Bonnefoux, capitaine de vaisseau, à sa gauche, et M. Marchais, commissaire général, à sa droite. Les différents corps militaires de terre et de mer. Les officiers d'administration de la marine. Vingt suisses, à la grande livrée du Roi, avec des torches ardentes et un plus grand nombre de gardiens ou consignes formant la haie avec des cierges à la main. Ensuite, les domestiques du défunt, de l'un ou de l'autre sexe, suivaient le Corps. Le convoi était terminé par les maîtres et ouvriers du port auxquels on avait interdit le travail depuis huit heures jusqu'à midi ; mais ils ont été payés comme s'ils avaient travaillé. Lorsqu'on eut fait l'absoute, les commissaires, tous les suisses, archers, gardiens, consignes, domestiques, bordèrent la haie jusqu'au moment qu'il y fut enseveli. À la sortie de l'enterrement, MM. de l'administration bordaient en quelque sorte la haie à gauche pour laisser passer les corps invités. Ils avaient tous un crêpe au bras et étaient en grand uniforme. »

### L'homme

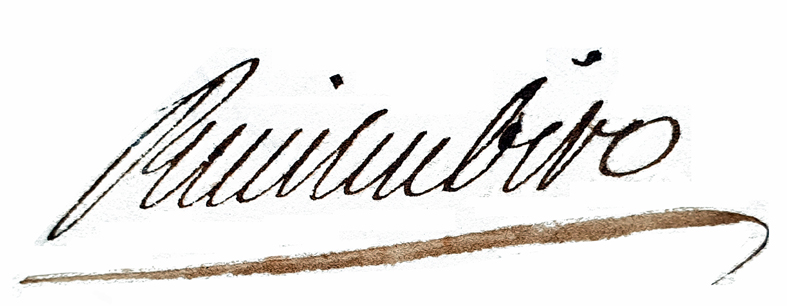
Signature de Ch. C. de Ruis-Embito

Son dynamisme et sa conscience professionnelle étaient appréciés. Malgré une autorité naturelle, ses fonctions n'étaient pas faciles à effectuer face aux officiers d'épée. Préoccupé du sort des hommes : il réclame avec insistance le payement des honoraires des ouvriers, ou donne sur sa cassette des secours aux habitants de l'île Royale réfugiés à Rochefort. En 1750 il écrit un rapport concernant les officiers de plume "pour faire à leur égard des arrangements convenables aux intérêts du service et dans lesquels chacun d’eux puisse trouver un traitement proportionné à ses talents et autres qualités". Il participe par deux fois à des échanges de prisonniers avec les Anglais, en 1757 et 1758, recommandant aux parlementaires d'exiger "la parité des grades", pour ne pas affaiblir la marine française. Il est également favorable à un bon traitement des prisonniers "dans l'intérêt des deux nations". En 1759, il donne de l'emploi aux réfugiés canadiens qui se présentent dans ce port.
Son exigence s'applique autant aux structures qu'au sort des hommes. Le 10 janvier 1774, il écrit une lettre confidentielle au ministre de la Marine : "Je crois devoir vous exposer le fâcheux état où le port se trouve par le défaut de fonds. Voici le septième mois qui est dû aux officiers du corps royal, le huitième aux ouvriers, le treizième à l'administration, le tout non compris ce qui reste à payer de l'année 1772… Il n'y a pas un sol pour payer les gens etc."
Il n'est pas sans points communs avec un de ses prédécesseurs à Rochefort Michel Bégon qui comme lui était apprécié. Le climat ayant altéré sa santé, au retour d'une cure en 1703, Bégon a été accueilli par la population aux cris de "Vive le roi et notre bon intendant".